# Villa Margherita (Ragusa)

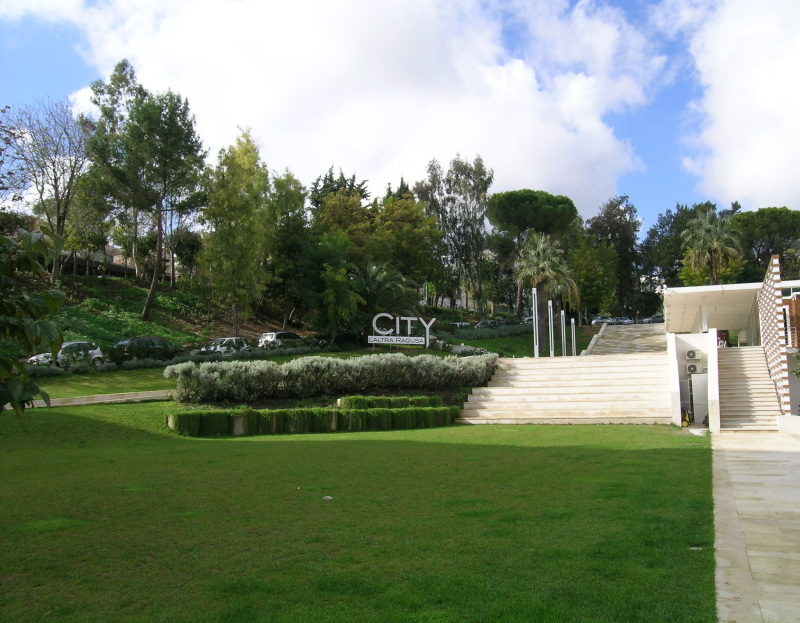
Parco Giovanni Paolo II

La Villa Margherita è un giardino pubblico situato al centro di Ragusa.

## Storia

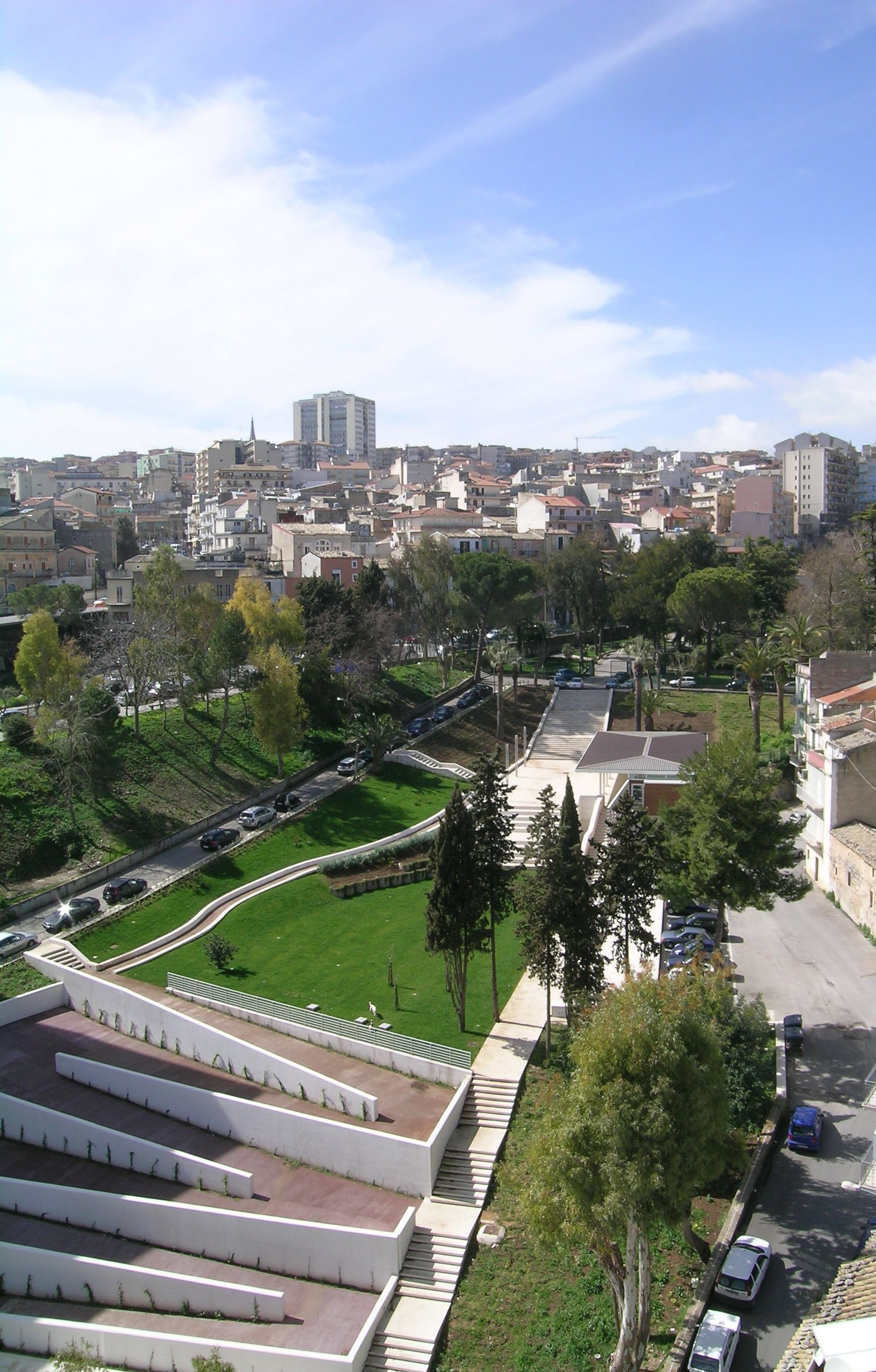
Veduta panoramica

Fu costruita nel 1891 al centro della Cava Santa Domenica su di un riempimento creato con i materiali di scarto provenienti dalle miniere dell'A.B.C.D..
Nell'immediato dopoguerra accanto alla villa fu costruita una pista da ballo all'aperto e successivamente, per opera della compagnia statunitense Gulf, fu costruito lo stadio scoperto Washington che ospitò le prime partite di basket della Virtus Ragusa. All'inizio degli anni settanta accanto allo stadio furono realizzati 4 campi da tennis e annesse strutture ricettive. Il 6 novembre del 1994 al centro del campo dello stadio Washington si creò un'enorme voragine che rese inagibile la struttura. L'area dei campi da tennis e lo stadio rimasero in stato di abbandono fino al 2007, anno in cui gli impianti sportivi furono demoliti e l'area riconvertita a giardino pubblico ed intitolato come Parco Giovanni Paolo II. La villa per la sua posizione centrale è da sempre stata un luogo d'incontro e d'aggregazione soprattutto nei giorni d'estate.

## Struttura
La villa ricopre un'area di circa 19 000 m² con due accessi principali, uno su Via Palermo ed uno su Viale del Fante. Composta da un viale centrale che unisce i due ingressi oltre alle aree destinate a verde ha anche un parco giochi e un piccolo laghetto.